# Lonchocarpus martynii
Lonchocarpus martynii är en ärtväxtart som beskrevs av Albert Charles Smith. Lonchocarpus martynii ingår i släktet Lonchocarpus och familjen ärtväxter. Inga underarter finns listade i Catalogue of Life.